# Joanna Lossow
Halina Lossow, imię zakonne Joanna od Miłosierdzia Bożego (ur. 10 lipca 1908 w Boruszynie koło Czarnkowa, zm. 2 stycznia 2005 w Laskach) – polska zakonnica katolicka, zasłużona dla idei ekumenizmu w Polsce, autorka ponad 60 publikacji o tej tematyce. Związana ze środowiskiem Lasek (Zakład dla Niewidomych i Zgromadzenie Franciszkanek Służebnic Krzyża).

## Pochodzenie i rodzina
Jej ojciec, Józef pochodził z rodu Lossow pochodzenia niemiecko-łużyckiego, od XVI wieku spolonizowanego. Matka pochodziła z arystokratycznego rodu Szembeków. Ojciec był ewangelikiem reformowanym, a matka katoliczką.

## Wykształcenie i działalność
W 1931 ukończyła filologię francuską na Uniwersytecie Poznańskim, w 1933 została franciszkanką (Zgromadzenie Franciszkanek Służebnic Krzyża). Uzupełniała wykształcenie na Katolickim Uniwersytecie Lubelskim, gdzie w 1949 ukończyła filozofię chrześcijańską, a w 1959 obroniła licencjat z teologii. Pierwsze śluby zakonne złożyła w 1936, śluby wieczyste w 1942. Związana ze środowiskiem Lasek (Zakład dla Niewidomych i Zgromadzenie Franciszkanek, powołane przez Różę Czacką, matkę Elżbietę), była przełożoną domu zakonnego w Żułowie, mistrzynią nowicjatu w Laskach, radną generalną Zgromadzenia. Prowadziła w Laskach pracę wychowawczą oraz zarządzała Domem Rekolekcyjnym.
Od początku lat 60 XX w. aktywnie uczestniczyła w ruchu ekumenicznym. Jeszcze przed Soborem Watykańskim II współtworzyła – za zgodą Prymasa Polski S.Wyszyńskiego – wraz z przedstawicielami innych wyznań (m.in. z luterańską diakonisą siostrą Reginą Witt) stowarzyszenie, przekształcone później w Ośrodek Ekumeniczny im. Jana XXIII przy kościele Św. Marcina w Warszawie. W Kurii Metropolitalnej w Warszawie powierzono jej funkcję sekretarza Ośrodka ds. Jedności Chrześcijan (1962-1989). W latach 1974–1995 była członkiem Komisji Episkopatu Polski ds. Ekumenizmu.

## Domniemanie byciamatką
W 2010 r. w mediach pojawiły się informacje jakoby Ryszard Walkowiak, urodzony w 1941 r., był synem Joanny Lossow, ochrzczonym pod imieniem Ewaryst. Mężczyzna miał to odkryć, mając 65 lat. Według Walkowiaka zlecone przez niego badania genetyczne potwierdziły jego pokrewieństwo z bratanicą Joanny Lossow.
Badania genetyczne przeprowadzone w 2011 roku w Zakładzie Medycyny Sądowej Uniwersytetu Medycznego w Lublinie wykluczyły możliwość, że Ewaryst Walkowiak może być synem Joanny Lossow.